# Papilio acheron
Papilio acheron је врста лептира из породице једрилаца (лат. Papilionidae).

## Распрострањење
Малезија је једино познато природно станиште врсте.

## Станиште
Врста Papilio acheron има станиште на копну.

## Угроженост
Ова врста није угрожена, и наведена је као последња брига јер има широко распрострањење.